# Margaret Downey

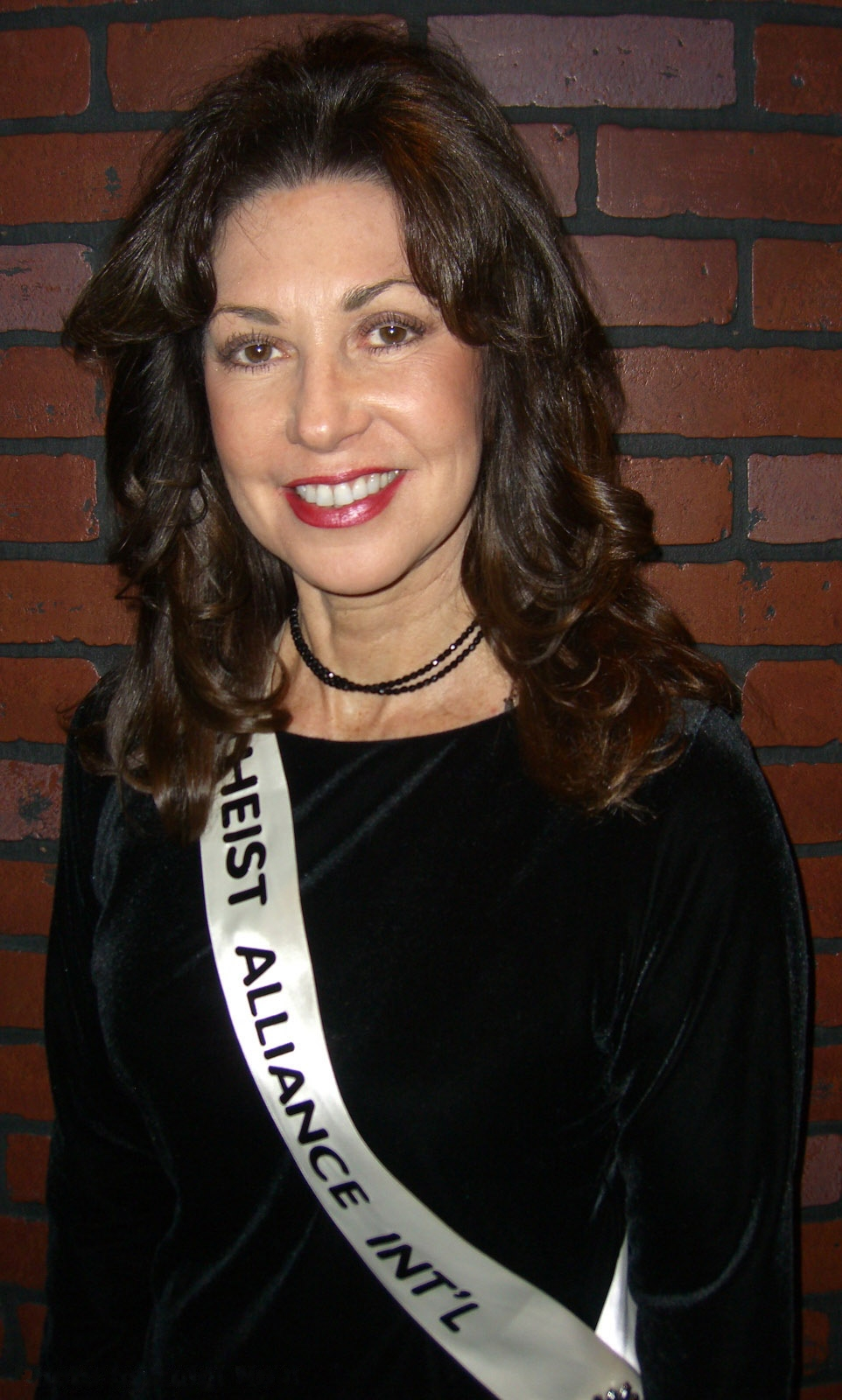
Downey im November 2007 in Manhattan

Margaret Downey (* 16. August 1950) ist eine US-amerikanische Bürgerrechtlerin und derzeitige Präsidentin von Atheist Alliance International. Sie ist zudem Gründerin des Anti-Discrimination Support Network, das sich für die Belange von Atheisten und für die Trennung von Staat und Kirche einsetzt.
Downey wuchs als Tochter einer Puertoricanerin und eines Iren auf. Sie war lange als Bürgerrechtlerin in verschiedenen Themenfeldern, darunter Frauenrechten, aktiv, bevor sie sich schwerpunktmäßig mit Atheismus befasste, seit ihrem Sohn die weitere Mitgliedschaft bei Boy Scouts of America aufgrund seiner atheistischen Anschauungen verwehrt wurde. Ihre Berichte fanden Eingang in Veröffentlichungen der Vereinten Nationen über religiöse Diskriminierung. Sie setzte sich als Mitglied von Freedom From Religion Foundation und American Humanist Association für die Trennung von Religion und Staat ein.